# Manoir de Ropka
Le manoir de Ropka (estonien : Ropka mõis)  est un manoir du quartier de Ropka à Tartu en Estonie.

## Présentation
Le manoir de Ropka, anciennement manoir de Karlevere était un manoir de chevalier dans la paroisse de Tartu-Maarja dans le comté de Tartu. 
Aujourd'hui, le manoir de Ropka est situé sur le territoire de la ville de Tartu à l'intersection de la rue Tähe tänav et de la rue Aardla tänav.